# Or Qapi

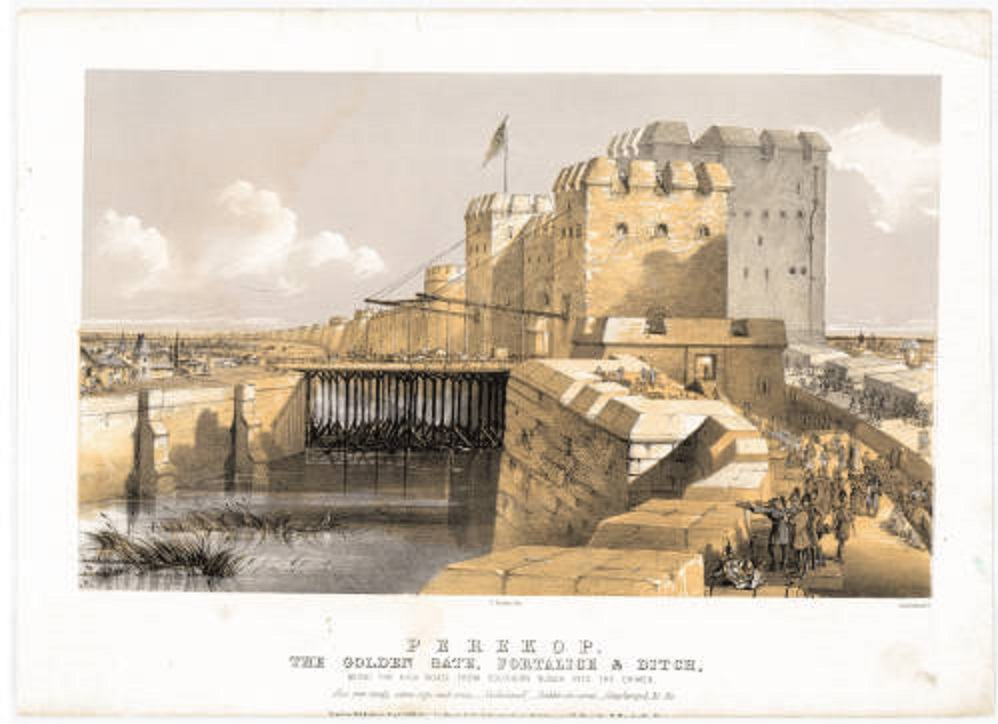
Fortaleza de Or Qapi em 1855

A fortaleza de Or Qapi (em russo:  Ор-Капи крепость, transl. Or-Kapi krepost; em ucraniano:  Ор-Капу фортеця, transl. Or-Kapu fortetsia; em tártaro da Crimeia:  Or Qapu qalesi) ou fortaleza de Perekop (em russo:  Перекопская крепость, transl. Perekopskaya krepost; em ucraniano:  Перекопська фортеця, transl. Perekopska fortetsia) é uma fortaleza em ruínas localizada perto do assentamento de Perekop no istmo de Perekop que liga a península da Crimeia ao continente ucraniano.

## História
A fortaleza de Or Qapi foi construída no século XV por Meñli Giray e seu filho Sahib Giray. A fortaleza de Or Qapi era de grande importância militar como a chave para o Canato da Crimeia.
Durante a guerra civil de 1524, o deposto Cã Saadet I Giray fugiu para o norte da Crimeia e refugiou-se em Perekop. Em novembro de 1524, İslâm Giray e seu exército cercaram a fortaleza durante três meses. Como resultado, Saadet I Giray foi capaz de atrair a maioria dos tártaros para o seu lado e persuadir-lhes a deixar İslâm Giray. Em janeiro de 1525, İslâm Geray fugiu de perto de Perekop para os povoados nogais no rio Molochna. Neste e em muitos conflitos semelhantes, Or Qapi era geralmente invocado como base por um pretendente pró-otomano ao trono.
A reputação de Or Qapi como fortificação era alta. Sem artilharia e com forças relativamente pequenas (8 000 guerreiros) na campanha da Crimeia de 1559, o voivoda Danil Adashev não tentou preparar um ataque contra a fortaleza. Nos navios lançados no Dnipro, ele conseguiu passar por Ochakiv e desembarcar na Crimeia ocidental. O Cã e as suas principais forças estavam a ser distraídos pelo cnezo Dmitro Vishnevetsky perto de Azov, então o ataque foi bem sucedido. Os russos também recuaram pelo mar, contornando Perekop.
Durante a Guerra Russo-Turca de 1735–1739, o marechal de campo russo Burkhard Christoph von Munnich invadiu com sucesso as fortificações em 17 de junho de 1736, e deixou a fortaleza tártara em ruínas. Em 1738, foi tomada novamente pelo general russo Peter Lacy. Este foi um golpe sério, se não mortal, para a independência do Canato da Crimeia. Em 1754, a fortaleza foi reconstruída por Qırım Giray, mas novamente capturada pelo general russo Dolgorukov e destruída em 1771. Devido à sua importância estratégica, novas tentativas para restaurar e construir grandes edifícios para a guarnição a fortaleza foram feitas entre 1793 e 1794. Os projetos foram elaborados sob a direção de François de Wollant, mas foram apenas parcialmente implementados.
No final do século XIX, os moradores locais estavam a desmontar as paredes para obterem materiais de construção. Durante a Segunda Guerra Mundial, a fortaleza mudou de propriedade entre a Alemanha e a União Soviética.